# 台湾毛束草
台湾毛束草（学名：Trichodesma calycosum var. formosanum）是紫草科毛束草属毛束草的变种。分布在台湾，属中国原产的植物（非从国外引种）。